# هنريكيه (لاعب كرة قدم، مواليد 1966)
أنريك أرليندو يخيس (بالبرتغالية: Henrique Arlindo Etges‏) (15 مارس 1966 في البرازيل – )؛ هو لاعب كرة قدم سابق كان يلعب كمدافع.

## وصلات خارجية
- أنريك أرليندو يخيس على موقع رابطة كرة القدم اليابانية للمحترفين (اليابانية)
- أنريك أرليندو يخيس على موقع Soccerway.com (الإنجليزية)
- أنريك أرليندو يخيس على موقع عالم كرة القدم.نت (الإنجليزية)